# Sarifer seabrai
Sarifer seabrai är en skalbaggsart som beskrevs av Lúcia Maria de Campos Fragoso och Monné 1982. Sarifer seabrai ingår i släktet Sarifer och familjen långhorningar. Inga underarter finns listade i Catalogue of Life.